# Municipio de LeRoy (Kansas)
El municipio de LeRoy (en inglés: LeRoy Township) es un municipio ubicado en el condado de Coffey en el estado estadounidense de Kansas. En el año 2010 tenía una población de 669 habitantes y una densidad poblacional de 12,22 personas por km².

## Geografía
El municipio de LeRoy se encuentra ubicado en las coordenadas 38°5′23″N 95°38′14″O / 38.08972, -95.63722. Según la Oficina del Censo de los Estados Unidos, el municipio tiene una superficie total de 54.76 km², de la cual 53,85 km² corresponden a tierra firme y (1,66 %) 0,91 km² es agua.

## Demografía
Según el censo de 2010, había 669 personas residiendo en el municipio de LeRoy. La densidad de población era de 12,22 hab./km². De los 669 habitantes, el municipio de LeRoy estaba compuesto por el 97,91 % blancos, el 0,15 % eran amerindios, el 0,15 % eran asiáticos y el 1,79 % eran de una mezcla de razas. Del total de la población el 2,09 % eran hispanos o latinos de cualquier raza.